# 2026年ミラノ・コルティナダンペッツォオリンピックの北マケドニア選手団
2026年ミラノ・コルティナダンペッツォオリンピックの北マケドニア選手団は、2026年2月6日から2月22日までイタリアのミラノとコルティナダンペッツォで開催予定の2026年ミラノ・コルティナダンペッツォオリンピックの北マケドニア選手団の名簿。

## 選手団
- 人員: 選手 3人

## 種目別選手・スタッフ名簿及び成績

### アルペンスキー
- 男子・女子各1名出場予定[1][2]

### クロスカントリースキー
- 男子1名出場予定[3][4]